# Erlln

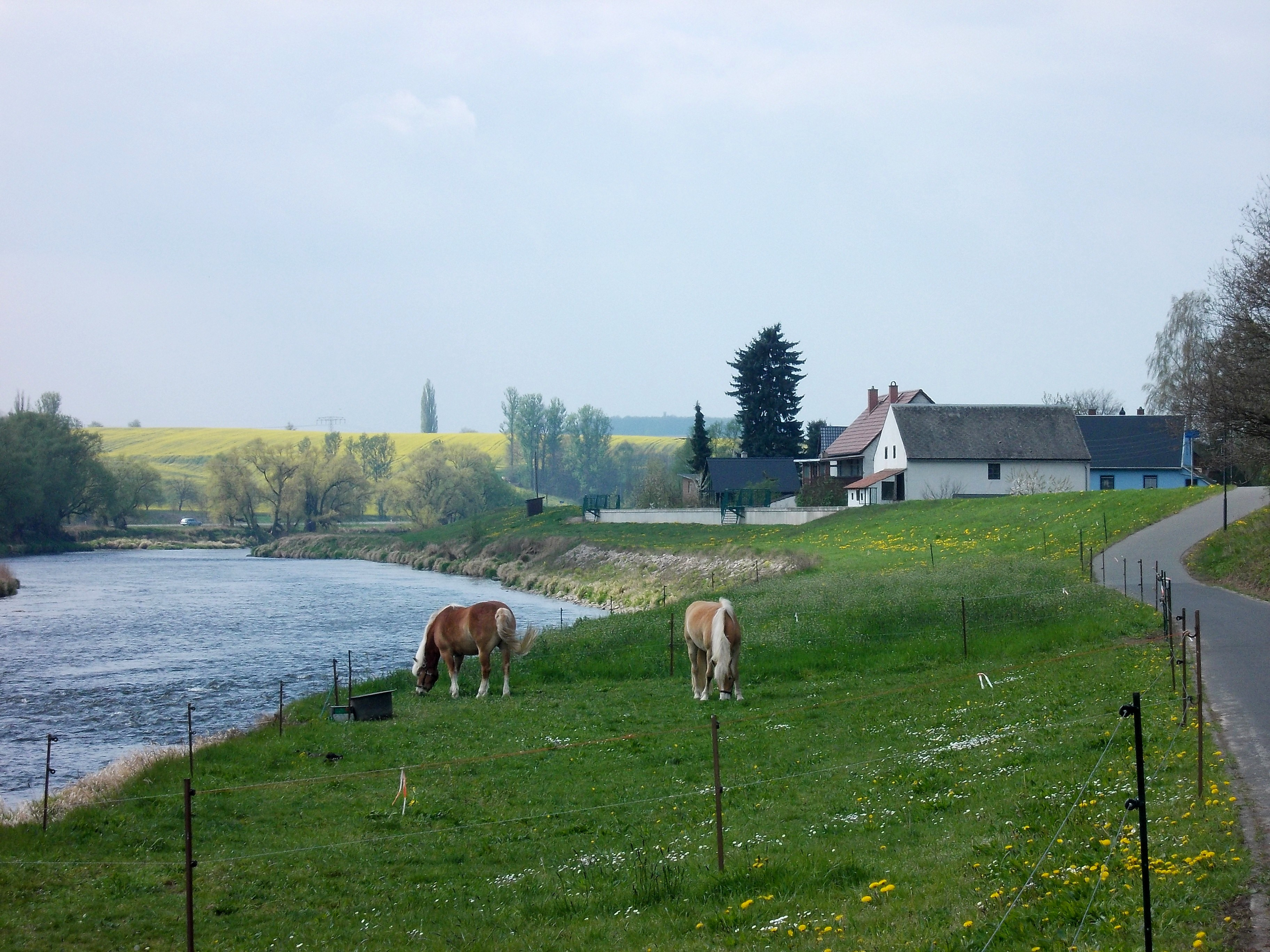
Freiberger Mulde

Erlln ist seit 2011 ein Ortsteil der Stadt Colditz am rechten Ufer der Freiberger Mulde im Landkreis Leipzig in Sachsen, zuvor war der Ort ein Ortsteil von Zschadraß.

## Lage und Erreichbarkeit
Erlln liegt ca. 6 km nordöstlich der Stadt Colditz und ist über die B 107, die K8340 und die K8342 mit ihr verbunden.

## Geschichte
Als Siedlung wurde Erlln erstmals 1753 unter dem Namen Erlenhäuser in Urkunden erwähnt. 2002 wurde der Ort durch eine Jahrhundertflut stark beschädigt, er stand 2 m tief unter Wasser.